# 森岡健二
森岡 健二（もりおか けんじ、1912年〈大正元年〉6月11日 - 2008年〈平成20年〉3月27日）は、日本の国語学者、上智大学名誉教授。

## 来歴
宮城県栗原郡生まれ。教員だった父の転勤で山形県、佐賀県に移り、佐賀高等学校を経て、1940年東京帝国大学国語国文学科卒。大学院に進むが、兵役のため1945年に退学。満洲勤務を経て1946年に広島高等学校教授、1949年に国立国語研究所所員、1953年に東京女子大学助教授、1958年に同教授。1970年に上智大学教授、1988年に定年退職、名誉教授。学外では、国語審議会委員をたびたび務めた。
兄は岡山大学教授・森岡常夫。

## 業績
近代語の成立に関して、英華辞典や英和辞典における訳語を方法の変遷から調査し、それを中村正直や西周などの翻訳や聖書和訳と対照することで、それぞれの果たした役割を明らかにした。また、学術用語の翻訳法を日本語における漢字の機能の点から分析し、訳語の定着度と関連付けた。
近代の語法・文体に関しては、言文一致を支える基盤として「汎共通語」を提唱し、中世以降の口語系資料に共通して用いられ続ける実態に迫った。その体系は不特定多数に向けた伝達に主眼を置くもので、森岡は「場に制約されない文字言語によって支えられる」という立場を取った。
文法論に関しては、アメリカの記述主義言語学が出発点であるが、詞辞論においては松下大三郎、統語論においては橋本進吉の影響も指摘される。
このほかに沖縄文学の研究もある。

## 著書

### 単著
- 『話しコトバの効果』光風出版 1957 (話しことば新書)
- 『文章構成法 文章の診断と治療』至文堂 1963
- 『沖縄の文学』東海大学出版会 1967
- 『語彙の形成』明治書院 1987.6 (現代語研究シリーズ ; 第1巻)
- 『文字の機能』明治書院 1987.11 (現代語研究シリーズ ; 第2巻)
- 『文法の記述』明治書院 1988.2 (現代語研究シリーズ ; 第3巻)
- 『ことばの教育』明治書院 1988.3 (現代語研究シリーズ ; 第4巻)
- 『文体と表現』明治書院 1988.7 (現代語研究シリーズ ; 第5巻)
- 『日本文法体系論』明治書院 1994.7
- 『欧文訓読の研究 欧文脈の形成』明治書院 1999.2
- 『要説日本文法体系論 』明治書院 2001.12
- 『日本語と漢字』明治書院 2004.5
- 『ことだまのおぼつかなさに ことばという対象をめぐって』大空社 2008.3

### 共編著
- 『人間を支配することばのマジック ゼネラルセマンティックス』至文堂 1966
- 『近代語の成立 明治期語彙編』明治書院 1969
- 『講座正しい日本語』全6巻 永野賢,宮地裕共編 明治書院 1970-71
- 『言語と人間』藤永保共著 東海大学出版会 1970
- 『小学校における文章構成法 基礎篇』光文書院 1971
- 『現代作文講座』全8巻 林大,林四郎共編 明治書院 1976―77
- 『明治期専門術語集』有精堂 1985.9
- 『命名の言語学 ネーミングの諸相』山口仲美共著 東海大学出版会 1985.9
- 『近代語の成立 文体編』明治書院 1991.10
- 『集英社国語辞典』共編 集英社 1993.2

### 翻訳
- 『日本語読本』1(翻訳・解説) ヘルマン・プラウト 志村哲也共訳 大空社 2006.3